# Aegolipton
Aegolipton är ett släkte av skalbaggar som ingår i familjen långhorningar.

## Arter
- Aegolipton acehense
- Aegolipton argopuronum
- Aegolipton babai
- Aegolipton bawangum
- Aegolipton fimbriatum
- Aegolipton gahani
- Aegolipton gracile
- Aegolipton kinabalum
- Aegolipton kumei
- Aegolipton lackerbecki
- Aegolipton marginale
- Aegolipton mizunumai
- Aegolipton peninsulare
- Aegolipton reflexum
- Aegolipton sauteri
- Aegolipton yunnanensis